# Jungle Street Groove
| Jahr | Teilnehmer | Trucks |
| ---- | ---------- | ------ |
| 1995 | 100        | 1      |
| 1996 | 300        | 1      |
| 1997 | ?          | ?      |
| 1998 | ?          | ?      |
| 1999 | ?          | ?      |
| 2000 | ?          | ?      |
| 2001 | ?          | ?      |
| 2002 | ?          | ?      |
| 2003 | ?          | ?      |
| 2004 | 7000       | 12     |
| 2006 | 5'000      | 12     |
| 2008 | 6'000      | 13     |
| 2010 | 7'000      | 14     |
| 2012 | 4'000      | 12     |
| 2014 | 8'000      | 12     |
| 2016 | 10'000     | 12     |
| 2018 | 13'000     | 13     |
| 2020 | 16'000     | 13     |
| 2024 |            |        |

Logo des Jungle Street Grooves

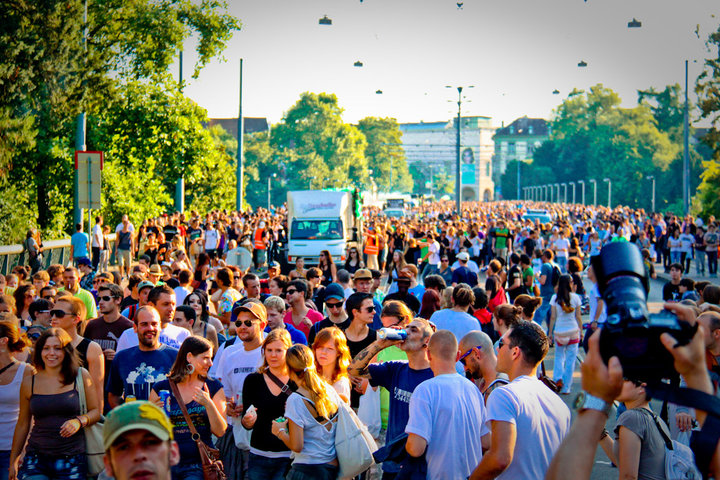
13. Jungle Street Groove am 4. September 2010

Der Jungle Street Groove (abgekürzt JSG) ist eine Technoparade in Basel, Schweiz, ähnlich der Street Parade in Zürich. Im Gegensatz zu dieser fällt die Jungle Street Groove Musikparade etwas kleiner aus, da die Veranstaltung nicht kommerziell betrieben wird. Der JSG findet jeweils am 2. Samstag im August alle zwei Jahre statt.

## Geschichte
Der JSG begann spontan im Jahr 1995, als etwa 100 Personen tanzend gegen die Atomversuche Frankreichs demonstrierten. 1996 fand der erste offizielle JSG mit einem Wagen und etwa 300 Personen statt. Über die Jahre hinweg ist der Umzug gewachsen und zählte 2004 12 Groovetrucks und circa 7'000 Personen, bei der letzten Ausgabe im Jahr 2018 etwa 13'000 Personen und 13 Groovetrucks.
Im Jahr 2005 fand der JSG in der üblichen Form nicht statt. Einige Mitglieder des Organisationsteam hatten sich wegen Meinungsverschiedenheiten getrennt und mit der Gegenveranstaltung Beat on the Street den Zuschlag für einen Demonstrationsumzug bekommen. Die beiden Teams haben sich mittlerweile darauf geeinigt, ihren Umzug jährlich abwechselnd stattfinden zu lassen sowie arbeiten auch auf Behördenebene zusammen zur Aufrechterhaltung ihrer Veranstaltungen.

## Musik
Die Hauptgenres, die von DJs oder live auf den Groovetrucks gespielt werden, sind Jungle, Drum and Bass, Breakbeats und Minimal Techno, oft auch von einem MC begleitet.

## Route
Über die Jahre hat sich die Route mehrfach geändert. Ursprünglich verlief sie vom Barfüsserplatz, dann lange vom Münsterplatz aus über die Wettsteinbrücke ins Kleinbasel und dort dem Rhein entlang bis auf Höhe Kaserne. Ab 2011 konnte wegen steigenden Auflagen und Baustellen nur noch direkt im Kleinbasel ab dem Theodorsgraben gestartet werden. Die Route verfügte somit mehrere Jahre über eine deutlich kurze Strecke.
2015 konnte der Endpunkt der Parade dann weg von der Mittleren Brücke in den Hafen Basel aufs Klybeckquai verlegt werden. Dadurch konnte dort auf Fläche Ex-Migrol eine Anschlussveranstaltung mit Sound bis 22.00h durch die Groovetrucks und bis 24h durch die ortsansässigen Bars & Projekte realisiert werden.